# 阿什比鎮區 (北達科他州赫廷傑縣)
阿什比鎮區（英語：Ashby Township）是位於美國北達科他州赫廷傑縣的一個鎮區。

## 地方資料
阿什比鎮區的面積為83.33平方千米，皆為陸地。根據2020年美國人口普查的數據，當地共有人口4人，而人口密度為每平方千米0.05人。